# Parasynaptopsis lespedezae
Parasynaptopsis lespedezae es una especie de coleóptero de la familia Attelabidae. Presenta las siguientes subespecies: Parasynaptopsis lespedezae koreanus y Parasynaptopsis lespedezae lespedezae.

## Distribución geográfica
Habita en Japón.